# Herman Wouk
Herman Wouk (ur. 27 maja 1915 w Nowym Jorku, zm. 17 maja 2019 w Palm Springs) – amerykański powieściopisarz, autor takich bestsellerów jak Bunt na okręcie (The Caine Mutiny), Wichry wojny (The Winds of War) oraz Wojna i pamięć (War and Remembrance).
Jego powieści zawierają dokładne i poruszające opisy takich wydarzeń jak Holocaust, Bitwa pod Midway, brytyjskie naloty na Niemcy czy okoliczności związane z powstaniem i istnieniem w latach 1948–1977 państwa Izrael Nadzieja (The Hope).
Jego rodzice byli żydowskimi imigrantami z Białorusi (wówczas Imperium Rosyjskie). Pisać zaczął jako oficer na pokładzie okrętu, niszczyciela min, na Pacyfiku, w czasie drugiej wojny światowej. Pierwszą umowę wydawniczą podpisał niedaleko wybrzeży Okinawy.
Bunt na okręcie z 1951 roku przyniósł mu nagrodę Pulitzera. Książka stała się wielkim bestsellerem i została sfilmowana z Humphreyem Bogartem w głównej roli kapitana Queega.